# Thokozile Mndaweni
Thokozile Mndaweni (Boksburg, 8 de agosto de 1981) é uma futebolista profissional sul-africana que atua como goleira.

## Carreira
Thokozile Mndaweni fez parte do elenco da Seleção Sul-Africana de Futebol Feminino, nas Olimpíadas de 2012.